# آاروپور
آاروپور (به فرانسوی: Aéroport) یک منطقهٔ مسکونی در فرودگاه گوستاف ۳ فرانسه است که در سن بارتلمی در کارائیب واقع شده‌است.